# Strzelanka pierwszoosobowa

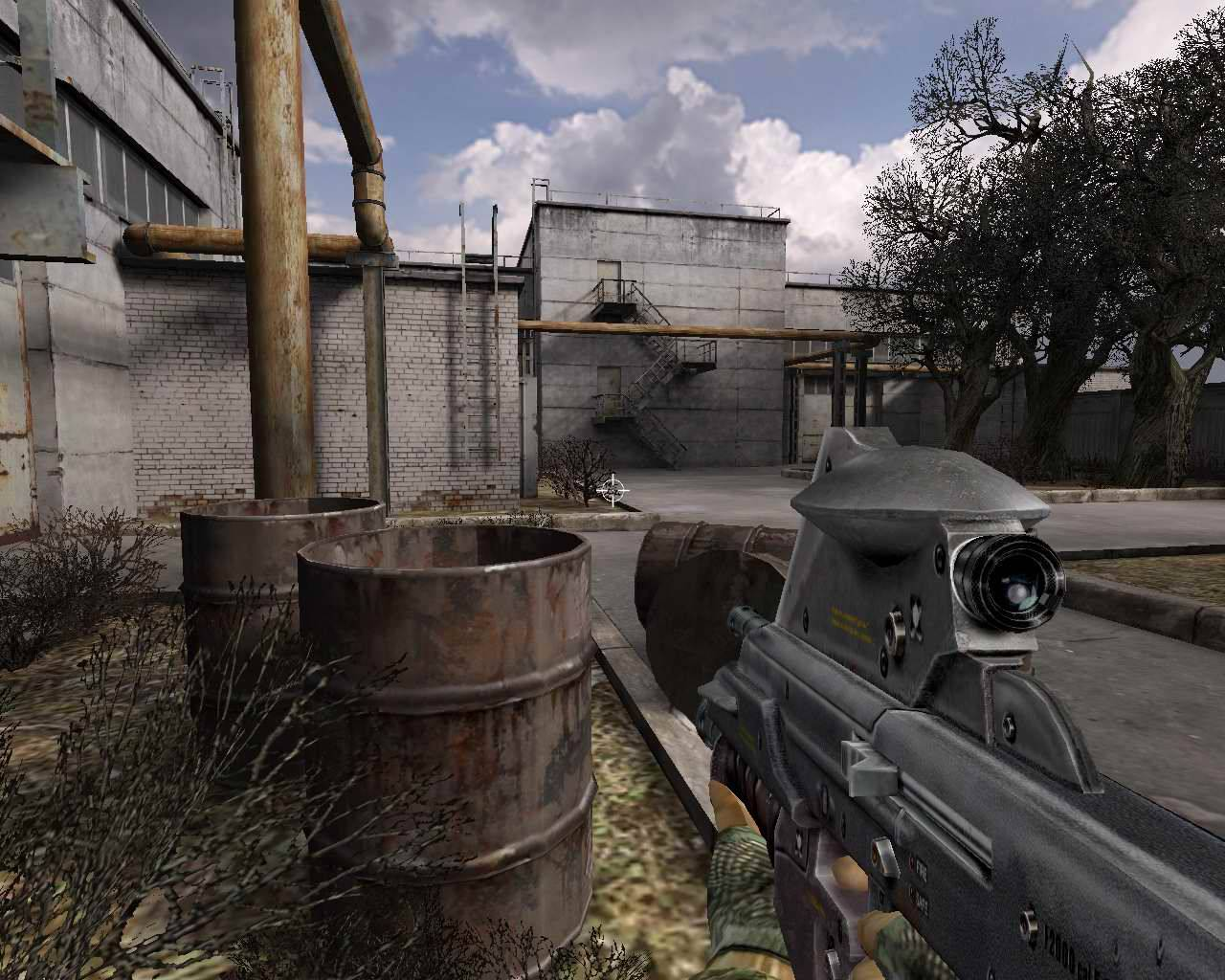
Zrzut ekranu z gry komputerowej S.T.A.L.K.E.R.: Cień Czarnobyla (2007), wykorzystującej perspektywę typową dla strzelanki pierwszoosobowej

Strzelanka pierwszoosobowa, FPS (ang. first-person shooter) – gatunek gier komputerowych, których akcja obserwowana jest z perspektywy pierwszej osoby. Rozgrywka skoncentrowana jest na walce z przeważającym zastosowaniem broni palnej. Innymi słowy, gracz doświadcza akcji oczami głównego bohatera, który zazwyczaj widzi tylko ręce i broń postaci, natomiast pozostałe części ciała widoczne są tylko na filmach objaśniających fabułę. Strzelanka pierwszoosobowa jako gatunek ma podobne cechy jak inne strzelanki, które stanowią zarazem część gatunku gier akcji. Inne rodzaje broni również występują w grach typu FPS, ale ich znaczenie jest zwykle drugorzędne.
W 2006 roku Gamasutra ogłosiła, że strzelanki pierwszoosobowe są jednymi z najpopularniejszych i najszybciej rozwijających się pod względem dochodów gatunków gier komputerowych.

## Definicja
Strzelanka pierwszoosobowa stanowi typ trójwymiarowej strzelanki, zawierającej perspektywę pierwszej osoby. Przyjmując tę perspektywę, gracz obserwuje akcję oczami swego bohatera. Gry z tego gatunku odróżniają się od strzelanek trzecioosobowych, w których gracz może zobaczyć kontrolowaną przez siebie postać. Głównym elementem konstrukcji w tym przypadku jest walka, przeważnie z użyciem broni palnej.
Strzelanki pierwszoosobowe kategoryzuje się jako odmienne od light gun shooterów („celowniczków”), które również wykorzystują pierwszoosobowy punkt widzenia, ale obsługiwane są za pomocą pistoletów świetlnych. FPS dla odmiany wykorzystują konwencjonalne kontrolery służące poruszaniu się głównej postaci. Inna różnica polega na tym, że w light gun shooterach ruch bohatera jest z góry określony przez grę, podczas gdy first-person shootery umożliwiają graczowi swobodę wędrowania.
FPS można uznawać za osobny gatunek lub typ strzelanki, będącej z kolei podgatunkiem gier akcji. Od czasu gdy w 1993 roku został wydany Doom, gry zaprojektowane w tym samym stylu były nazywane „klonami Dooma”; później termin został zastąpiony przez first-person shooter. Za pierwszą strzelankę pierwszoosobową uznaje się Wolfensteina 3D wydanego w 1992 roku, jednakże krytycy tego podejścia twierdzą, że tego typu produkcje powstawały już od 1973 roku. Istnieją sporadyczne różnice zdań w kwestii elementów konstrukcyjnych stanowiących o istnieniu strzelanki pierwszoosobowej. Przykładowo do tego gatunku mogą być zaliczane Deus Ex i BioShock, które wszakże czerpią wiele elementów z gatunku gier fabularnych. Część komentatorów rozszerza definicję tak, aby obejmowała symulatory lotu, w których miejsce rąk dzierżących broń zajmuje kokpit bądź wnętrze pojazdu.

## Mechanika
Tak jak w przypadku strzelanek, do elementów strzelanek pierwszoosobowych należą awatar, co najmniej jedna broń miotająca w jego posiadaniu oraz zróżnicowana liczba przeciwników. Ponieważ akcja tych gier rozgrywa się w środowisku trójwymiarowym, wykazują one większą tendencję do realizmu niż dwuwymiarowe strzelanki. Wiarygodniej przedstawiają również grawitację, oświetlenie, dźwięk i kolizje obiektów. Do gry na komputerach osobistych w przypadku strzelanek pierwszoosobowych używa się często kombinacji klawiatury i myszy. Ten system uznawany jest za lepszy niż występujący w grach na konsole, w których wykorzystywane są często dwie gałki analogowe gamepada: jedna służąca do poruszania się, druga zaś do rozglądania się i celowania; zastępcze rozwiązanie konsolowe w postaci kontrolerów ruchu nie przyjęło się wśród graczy. Cechą wspólną tych gier jest wyświetlanie rąk bohatera oraz uzbrojenia w widoku głównym, przy czym na obrzeżu ekranu pojawia się wyświetlacz ukazujący poziom zdrowia, posiadaną amunicję oraz informacje o położeniu kierowanej przez gracza postaci. Często gracz ma możliwość wyświetlenia mapy pobliskiego obszaru.

### Walka i power-upy

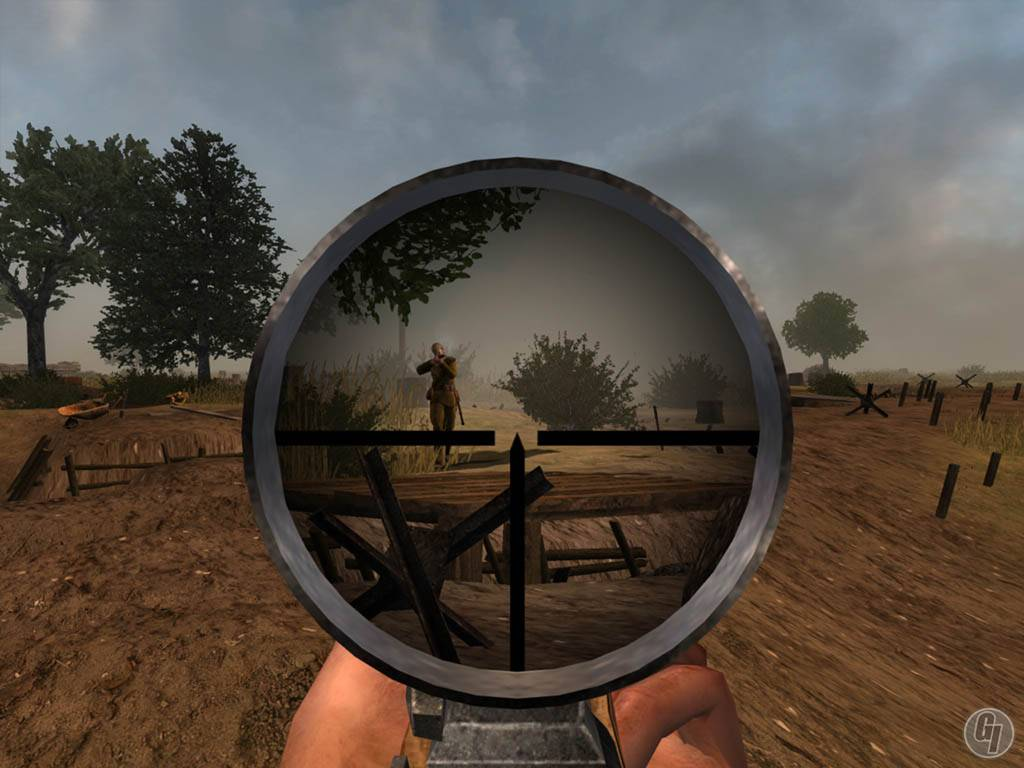
Zrzut ekranu z gry Red Orchestra: Ostfront 41–45 (2006). W części strzelanek pierwszoosobowych gracz może nie tylko strzelać z biodra, ale również celować za pomocą przyrządów optycznych, co powoduje zmianę położenia dzierżącej broń ręki na ekranie

Strzelanki pierwszoosobowe cechuje zwykle mechanika wywodząca się z gier akcji, polegająca na szybkich i krwawych strzelaninach. Mimo to część z gier wywodzących się z gatunku kładzie większy nacisk na narrację, rozwiązywanie problemów i zagadki logiczne. Znaczna część rozgrywki może opierać się także na walce w starciu bezpośrednim. W niektórych grach broń przeznaczona do takich starć odznacza się szczególną mocą. Stanowi to formę nagrody dla gracza za ryzyko, które musi on ponieść poprzez zbliżenie swej postaci do wroga. W innych sytuacjach broń biała może być mniej skuteczna, aczkolwiek jest konieczna w przypadku nieposiadania żadnej innej broni. Większym realizmem odznaczają się taktyczne strzelanki, które wymagają pracy zespołowej i zastosowania określonej strategii do odniesienia zwycięstwa. Gracz dowodzi w nich drużyną bohaterów, którzy mogą być kontrolowani przez grę lub przez ludzkich towarzyszy.
Strzelanki pierwszoosobowe zwyczajowo dają graczom możliwość wyboru rodzaju broni, co ma znaczący wpływ na ich styl gry. W mechanice niektórych gier zawarte są realistyczne modele obecnie używanej bądź historycznej broni. Odwzorowaniu zgodnie z realiami podlegają wówczas szybkostrzelność broni, pojemność magazynku, ilość amunicji, odrzut broni oraz jej celność. Inne FPS-y mogą zawierać wymyślone rodzaje broni, między innymi niezrealizowane jeszcze prototypy lub uzbrojenie przypominające technologię pozaziemską. Taki wymyślony rynsztunek może wykorzystywać różnorodne pociski – od przemysłowych narzędzi pracy, poprzez laser, energię, plazmę, wyrzutnie rakiet bądź granatów, aż po kusze. To samo zróżnicowanie może cechować rozmaite animacje rzucania granatami, kamieniami, oszczepami i tym podobnymi. Gracz ma również możliwość destrukcji otoczenia w niekonwencjonalny sposób (poprzez płomienie, prąd, telekinezę bądź inne nadnaturalne moce), przy użyciu rąk kierowanej postaci. Projektanci niekiedy umożliwiają postaciom noszenie jednocześnie wielu rodzajów broni, co przynosi nikły lub niewielki spadek mobilności bądź poruszania się postaci; bardziej realistyczne podejście zakłada możliwość noszenia jednej broni krótkiej i jednej długiej bądź tylko jednego rodzaju uzbrojenia. Częstokroć gracz dysponuje możliwością handlu bronią, ulepszenia jej bądź zamiany na inną. Normy realizmu różnią się zatem w zależności od elementów mechaniki. Protagonista zwykle dysponuje możliwością uzdrowienia bądź ponownego uzbrojenia za pomocą przedmiotów takich jak apteczki, co odbywa się po prostu poprzez przejście nad nimi. Część gier pozwala graczom na zbieranie punktów doświadczenia w sposób porównywalny z grami fabularnymi, co daje możliwość odblokowania nowego uzbrojenia i zdolności.

### Struktura poziomów
Strzelanki pierwszoosobowe mogą składać się z poziomów lub stosować technikę ciągłej narracji, podczas której gra nigdy nie porzuca perspektywy pierwszej osoby. Inne gry z gatunku oferują rozległy, otwarty świat, który nie jest podzielony na poziomy i może być eksplorowany swobodnie. W strzelankach pierwszoosobowych protagoniści wchodzą w interakcję ze środowiskiem na różne sposoby: od czynności tak podstawowych, jak otwieranie i zamykanie drzwi, aż po rozwiązywanie łamigłówek przy użyciu obiektów interaktywnych. W wielu grach gracz może zdemolować świat przedstawiony, co również odbywa się na różnych poziomach. Powszechnym mechanizmem jest zastosowanie beczek z materiałem wybuchowym, których zestrzelenie przez gracza skutkuje eksplozją i zadaniem obrażeń wrogom znajdującym się w ich pobliżu. W innych grach występuje środowisko w znacznym stopniu podatne na zniszczenia, co umożliwia doświadczenie dodatkowych efektów wizualnych. Świat gry często wykorzystuje scenerie fantastycznonaukowe, historyczne (szczególnie związane z II wojną światową) lub związane z konfliktami współczesnymi. Role antagonistów odgrywają w tym przypadku kosmici, potwory, terroryści oraz żołnierze różnego typu. Cechą gier należących do gatunku jest możliwość ustawienia jednego z kilku poziomów trudności. Na trudniejszych ustawieniach przeciwnicy są wytrzymalsi i bardziej agresywni, zadają większe obrażenia, a power-upy występują w ilości ograniczonej. Na łatwiejszych poziomach gracz może odnieść sukces już dzięki odpowiedniemu czasowi reakcji, natomiast trudniejsze ustawienia wymuszają na nim metodę prób i błędów.

### Gra wieloosobowa

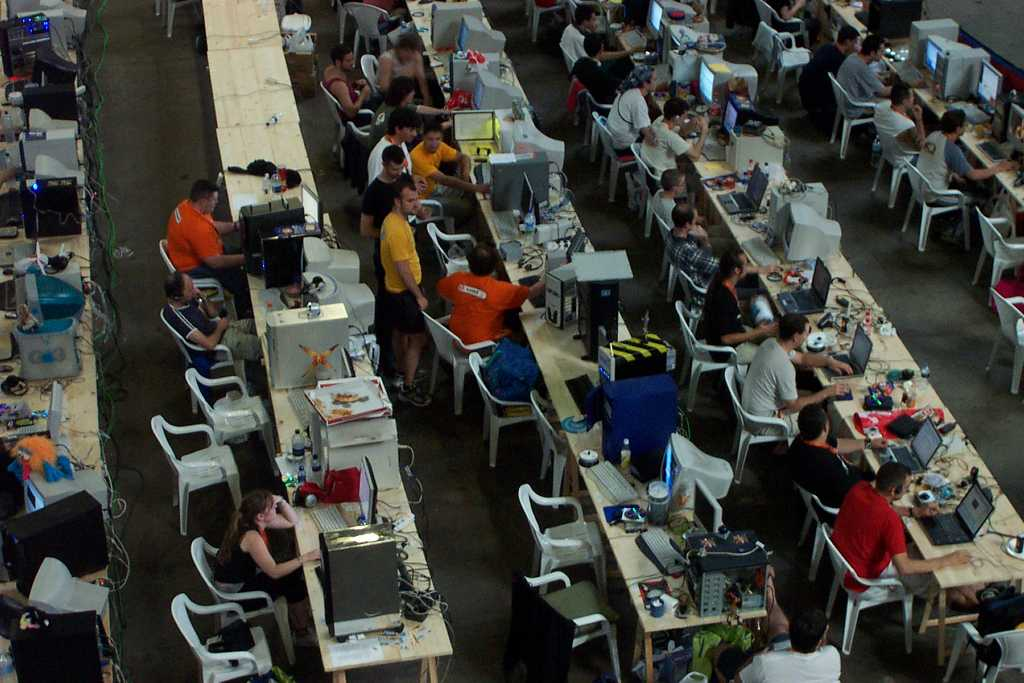
Współczesne strzelanki pierwszoosobowe wykorzystują internet do obsługi rozgrywki wieloosobowej, jednakże w przypadku starszych gier w powszechnym użytku były sieci lokalne

Strzelanki pierwszoosobowe nierzadko zawierają tryb gry wieloosobowej, który może obejmować różną część rozgrywki. Mechanika części gier jest przystosowana głównie do rozgrywki wieloosobowej, a nieliczne są w nich tryby gry jednoosobowej, które umożliwiają rywalizację z kierowanymi przez komputer postaciami nazywanymi botami. Natomiast gry należące do gatunku massively multiplayer online first-person shooter dają tysiącom graczy naraz możliwość współzawodnictwa w obrębie niezmiennego świata przedstawionego. Gry wieloosobowe o wielkiej skali dają graczom sposobność do tworzenia rozmaitych drużyn, których przywódcy wydają polecenia, a dowódcy odpowiadają za ich ogólną strategię. Gry wieloosobowe dysponują zróżnicowanymi wariantami rozgrywki.
Do klasycznych wariantów należą deathmatch (a także jego drużynowa odmiana), w którym gracze zdobywają punkty za likwidację postaci innych zawodników, oraz „zdobądź flagę”. W tym ostatnim drużyny próbują przedostać się do bazy przeciwnika, zdobyć flagę i przenieść ją do własnej bazy, jednocześnie broniąc własnej flagi przed rywalami. W innych wariantach rozgrywki celem może być zdobycie baz przeciwnika lub sektorów na mapie, utrzymanie władzy nad obiektem przez jak najdłuższy czas i odpieranie ataków przeciwnika; jeszcze inne to odmiany deathmatchów, które ograniczają liczbę żyć przeznaczonych dla każdego gracza lub stawiają rywalizację o szczególnie potężny power-up za cel rozgrywki. Tryby meczów można niekiedy dostosować do własnych potrzeb, umożliwiając graczom wybór broni, liczby punktów zdrowia bądź power-upów do znalezienia na mapie tudzież zasady zwycięstwa. Gry mogą dać graczom możliwość wyboru pomiędzy różnymi klasami postaci, z których każda ma określone mocne i słabe strony, wyposażenie oraz rolę do odegrania w ramach drużyny.
Rozgrywki wieloosobowe w strzelankach pierwszoosobowych mogą przybierać formę zorganizowanego sportu elektronicznego objawiającego się w postaci różnorodnych turniejów z nagrodami, począwszy od pionierskiej Cyberathlete Professional League z 1997 roku, a kończąc na zawodach w rodzaju Intel Extreme Masters. Popularność zdobywa transmisja poszczególnych meczów na żywo za pośrednictwem internetowych serwisów strumieniowych takich jak Twitch. Najbardziej reprezentatywny przedstawiciel gatunku w ramach sportów elektronicznych, Counter-Strike: Global Offensive, w 2015 roku miewał za pośrednictwem wyżej wymienionego serwisu oglądalność liczącą nawet milion osób.
W przypadku strzelanek pierwszoosobowych umożliwiających rozgrywkę wieloosobową dodatkową – oprócz sprzedaży samych gier – metodą zarobku stosowaną przez wydawców jest publikowanie płatnej zawartości do pobrania, wraz z której zakupem gracze otrzymują dodatkowe mapy do gry z udziałem wielu osób. Popularność zwłaszcza wśród gier należących do tego gatunku zdobyła metoda wydawnicza, wedle której dodatki zawierające mapy wydawane są w ramach pakietów zwanych przepustkami sezonowymi (ang. season pass) o cenie porównywalnej z samą grą.

## Historia

### Początki (1973–1986)

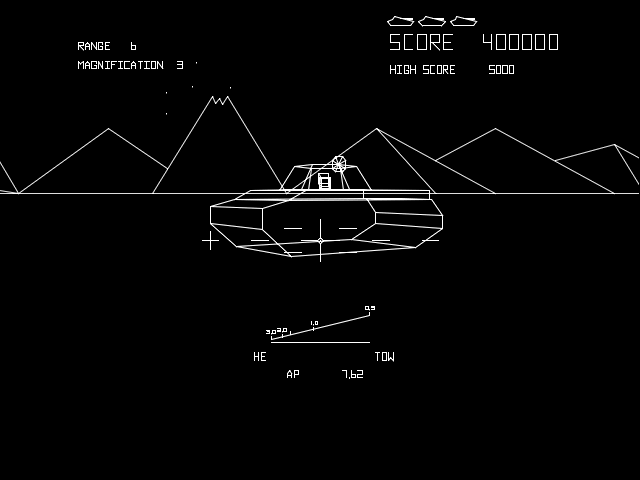
Zanim strzelanki pierwszoosobowe zyskały popularność, perspektywa pierwszej osoby występowała już w symulatorach pojazdów takich jak Battlezone

Dwiema najstarszymi udokumentowanymi strzelankami pierwszoosobowymi są Maze War i Spasim. Maze War oferuje rozgrywkę opartą na pieszym poruszaniu się postaci, która przywołuje na myśl współczesne gry istniejące w ramach gatunku. Prace nad nią rozpoczęły się w 1973 roku, jednakże dokładna data jej ukończenia nie jest znana w odróżnieniu od Spasimu. Został on zaprezentowany na University of Illinois w 1974 roku i był pierwszym symulatorem lotu kosmicznego, wykorzystującym perspektywę pierwszej osoby. Obie gry różniły się od współczesnych FPS-ów, ponieważ awatar gracza mógł poruszać się wyłącznie wzdłuż płytek i obracać jedynie pod kątem prostym. Spasim utorował drogę bardziej szczegółowym symulatorom lotu, a w końcu symulatorowi czołgów powstałemu dla US Army pod koniec lat siedemdziesiątych. Żadna z tych gier nie była jednak dostępna dla konsumentów, dopóki w 1980 roku na automatach nie ukazała się Battlezone. W 1983 roku wydana została jej wersja na komputery domowe, w wyniku czego stała się pierwszą grą komercyjną posiadającą perspektywę pierwszej osoby oraz szkieletową grafikę trójwymiarową, wyświetlaną w postaci wektorowej.

### Pierwsze strzelanki pierwszoosobowe (1987–1992)
W MIDI Maze, wczesnym FPS-ie wydanym w 1987 roku na Atari ST, występowała mechanika polegająca na poruszaniu się po labiryncie, która wespół z wyglądem postaci przypominała Pac-Mana, lecz była przedstawiona z perspektywy pierwszej osoby. MIDI Maze, który został później przeniesiony na różne platformy (między innymi Game Boya i SNES) pod tytułem Faceball 2000, oferował pierwsze sieciowe, wieloosobowe rozgrywki typu deathmatch, wykorzystując do tego celu interfejs MIDI. Gra ta miała niewielkie znaczenie w branży, lecz jej tryb wieloosobowy przeszedł do historii pomimo niedogodności związanych z nawiązywaniem połączeń między różnymi maszynami. 1UP.com określił ją mianem pierwszego trójwymiarowego shootera wieloosobowego przeznaczonego na popularną platformę, jak również pierwszej liczącej się gry akcji dla sieci lokalnych.
Wyprodukowany przez id Software w 1991 Hovertank 3D jako pierwszy wprowadził do użytku technologię ray casting, która umożliwiała bardziej dynamiczną rozgrywkę niż symulatory pojazdów z lat osiemdziesiątych. Kolejne usprawnienie, mapowanie tekstury, zostało wprowadzone wraz z fabularną grą akcji Ultima Underworld: The Stygian Abyss. Została ona stworzona w 1991 roku w studiu Looking Glass Technologies, a jej integralnym elementem była perspektywa pierwszej osoby przedstawiana z użyciem rozwiniętego silnika graficznego. Pracownik id Software John Carmack, obejrzawszy wersję demonstracyjną Ultimy Underworld rok wcześniej, zauważył, że może napisać szybszy program odwzorowujący tekstury. Przykład Looking Glass zmotywował go do wykorzystania tej technologii w grze Catacomb 3-D, opublikowanej pod koniec 1991 roku. Za sprawą Catacomb 3-D wprowadzona została obecność dłoni protagonisty oraz jego broni (w tym przypadku zaklęć magicznych) na ekranie; w starszych grach awatar gracza był niewidoczny. Doświadczenie zdobyte przy produkcji Ultimy Underworld umożliwiło Looking Glass stworzenie serii Thief i System Shock w latach późniejszych.

### Wzrost popularności (1992–1995)
Natychmiastowy sukces – w dużej mierze dzięki dystrybucji w ramach licencji shareware – odniósł Wolfenstein 3D (powstały w studiu id Software i wydany w 1992 roku), któremu przypisuje się ustanowienie kanonu first-person shooterów. Używał on technologii ray casting wykorzystanej w starszych grach, w efekcie przyczyniając się do powstania wzorca mechaniki strzelanek, stosowanego przez współczesne gry w ramach gatunku. Wolfenstein 3D, pomimo przemocy w nim występującej, uniknął rozdźwięku będącego udziałem późniejszego Dooma. Niemniej jednak Wolfenstein 3D, podobnie jak jego kontynuacja – Spear of Destiny wydana w tym samym roku – nie został dopuszczony do dystrybucji w Niemczech ze względu na obecność symboliki nazistowskiej, a w wersji na SNES zastąpiono psy gończe wielkimi szczurami. Wydawca Wolfensteina 3D, Apogee Software, dyskontował jego sukces grą Blake Stone: Aliens of Gold powstałą w 1993 roku. Zrazu została ona dobrze przyjęta, jednak jej sprzedaż gwałtownie spadła wraz z nastaniem sukcesu Dooma, wydanego tydzień później.
Doom, wydany w postaci oprogramowania shareware w 1993 roku, udoskonalił wzorzec Wolfensteina 3D poprzez dodanie ulepszonych tekstur, poziomów o zróżnicowanej wysokości (schody, po których postać gracza mogła się wspinać) oraz efektów specjalnych, takich jak migoczące światła i pomieszczenia pozbawione światła. W wyniku tego powstał trójwymiarowy świat przedstawiony bardziej wiarygodnie niż w przypadku Wolfensteina 3D, w którym poziomy były bardziej monotonne i uproszczone pod względem projektu. Doom umożliwiał również rywalizację pomiędzy wieloma graczami w postaci deathmatchów, które to określenie weszło do języka gier komputerowych właśnie za sprawą tego dzieła. Produkcja id Software odniosła na tyle dużą popularność, że jej funkcje wieloosobowe zaczęły wywoływać problemy u przedsiębiorstw, których sieci lokalne używano do gry.
Doom uznawany jest za najważniejszą strzelankę pierwszoosobową, jaka kiedykolwiek powstała: wywarł znaczący wpływ nie tylko na kolejne, ale na medium jako całość, upowszechnił się również od momentu wydania na niemal wszystkich platformach do gry. Rozgrywka wieloosobowa, która stanowi integralny element gatunku, na większą skalę rozpowszechniła się właśnie za sprawą Dooma. Jakkolwiek zawarta w nim mieszanka drastycznej przemocy, czarnego humoru i piekielnej ikonografii zyskała uznanie ze strony krytyków, cechy te przyczyniły się jednak do krytyki ze strony środowisk religijnych, a część komentatorów ukuła dla gry określenie „symulatora morderstw”. Wzburzenie Doomem wybuchło na nowo, gdy okazało się, że organizatorzy masakry w Columbine High School byli jego miłośnikami. Rodziny niektórych ofiar próbowały bez powodzenia pozwać liczne przedsiębiorstwa zajmujące się produkcją gier – w tym id Software – twierdząc, że ich produkty stały się inspiracją dla prowodyrów masakry.
W 1994 roku Raven Software opublikowało grę Heretic, która wykorzystała zmodyfikowaną wersję silnika Dooma, umożliwiającą celowanie w pionie i latanie. Gra zawierała też system ekwipunku, za którego sprawą można było gromadzić i wybierać przedmioty, a także możliwość rozczłonkowania przeciwników. Z kolei wyprodukowana przez Bungie gra Marathon na Macintosha wraz z jej późniejszymi sequelami ustanowiła standardy dla strzelanek pierwszoosobowych na tę platformę. Marathon jako jedna z pierwszych gier należących do gatunku wykorzystał funkcje takie jak możliwość swobodnego rozglądania się, dzierżenia dwóch rodzajów broni naraz oraz używania uzbrojenia o dwóch trybach strzelania, zróżnicowane warianty rozgrywki wieloosobowej (na przykład King of the Hill, Kill the Man with the Ball oraz tryb kooperacyjny); ponadto zawierał przyjaźnie nastawione postacie niezależne i kładł spory nacisk na narrację jako odskocznię od akcji. Produkcja Star Wars: Dark Forces powstała w 1995 roku, gdy LucasArts zdecydowało, że Gwiezdne wojny byłyby odpowiednim materiałem na grę w stylu Dooma. Gra Star Wars: Dark Forces wprowadziła funkcje, których Doomowi brakowało, na przykład zdolność do kucania oraz rozglądania się w pionie. Duke Nukem 3D produkcji Apogee, który ujrzał światło dzienne w 1996 roku, był jednym z ostatnich shooterów opartych na sprite'ach, które zdobyły uznanie graczy. Wynikało to z humoru napędzanego przez postać przerysowanego macho, jak również z samej grywalności. Jednakże część odbiorców uznała sposób traktowania kobiet w grze (a zatem w całej serii) za uwłaczający im oraz pozbawiony dobrego smaku.

### Postępy we wprowadzaniu grafiki trójwymiarowej (1995–1999)
W 1994 roku Exact wydało na japoński komputer domowy Sharp X68000 grę Geograph Seal. Jest ona uznawana za pierwszą strzelankę pierwszoosobową z grafiką trójwymiarową opartą na wielokątach. Zawierała ponadto innowacyjną mechanikę rodem z gier platformowych oraz akcję dziejącą się na zewnątrz pomieszczeń. W następnym roku Exact opublikowało jej następczynię na konsolę PlayStation, która zwracała większą uwagę na elementy platformowe. Descent (stworzony przez Parallax Software w 1995 roku), w którym gracz pilotuje statek kosmiczny i podróżuje przez jaskinie oraz kanały fabryczne, był pierwszym w pełni trójwymiarowym first-person shooterem. Całkowicie zarzucił przy tym sprite’y i ray casting na rzecz wielokątów i pełnej wolności poruszania się.
Wkrótce po ukazaniu się Duke’a Nukema 3D w 1996 roku światło dzienne ujrzał Quake produkcji id Software. Podobnie jak w przypadku Dooma, Quake wywarł doniosły wpływ na rozwój gatunku, oferując wartką i krwawą rozgrywkę; zamiast sprite’ów używał jednak trójwymiarowych wielokątów. Jego mechanika skupiała się na rozgrywce wieloosobowej, w wyniku czego dostępnych było kilka różnych wariantów rywalizacji online, stosowanych we współczesnych first-person shooterach. Quake był jednocześnie pierwszą grą FPS, która spopularyzowała klany graczy (choć podobny pomysł przejawiał się pośród społeczności MechWarrior 2 oraz użytkowników MUD-ów) i przyczyniła się do organizacji tzw. LAN parties w rodzaju QuakeConu. Renoma gry, zastosowanie w niej grafiki trójwymiarowej opartej na wielokątach oraz dodana już po premierze w postaci łaty sprzętowa obsługa akceleratorów 3D przyczyniły się do rozwoju branży kart graficznych. Ponadto dodatkowe wsparcie i zachęta ze strony twórców do tworzenia modyfikacji stanowiły atrakcję dla tych graczy, którzy chcieli pomajstrować przy Quake’u w celu stworzenia własnych modułów gry.
W 1997 roku ukazał się GoldenEye 007 studia Rare, oparty na filmie z Jamesem Bondem. Na stan z 2004 roku był największym sukcesem komercyjnym spośród gier wydanych na Nintendo 64 w Stanach Zjednoczonych. Będąc pierwszym przełomowym first-person shooterem na konsole, zyskał uznanie graczy ze względu na klimatyczne poziomy w trybie gry jednoosobowej oraz zaprojektowane z rozmysłem mapy do gry wieloosobowej. W nim pojawiły się karabin snajperski, możliwość wykonywania headshotów oraz elementy skradanki. Inkorporacji uległy również funkcje wywodzące się z serii Virtua Cop, na przykład konieczność przeładowania broni, animacje reakcji na postrzał zależne od miejsca otrzymania obrażeń przez przeciwnika, kary za zabijanie niewinnych ludzi oraz system celowania. Ten ostatni umożliwiał graczom trafienie w określony punkt na ekranie.
Wydany w 1998 roku shooter pod nazwą Tom Clancy’s Rainbow Six, choć nie był pierwszym w swoim gatunku, zainicjował nurt zwany taktycznymi first-person shooterami. W grze tej zawarta była mechanika oparta na współpracy drużynowej z antyterrorystami sterowanymi przez komputer. Gracze musieli dokładnie planować misje przed ich wcieleniem w życie, a śmierć postaci mógł spowodować pojedynczy strzał. W 1999 roku ukazał się Medal of Honor, który przyczynił się do szybkiego wzrostu liczby first-person shooterów osadzonych w realiach II wojny światowej.
Rok 1998 przyniósł również premierę dwóch gier, które przyczyniły się do rozwoju sposobów przedstawiania dojrzałej narracji w ramach first-person shooterów. W pierwszej z nich pod nazwą Unreal, wyprodukowanej przez Epic Games, postać gracza nie ratowała świata, lecz próbowała uciec przed zagrożeniem. Unreal początkowo zyskał spory oddźwięk przede wszystkim ze względu na zastosowanie autorskiego silnika graficznego, jednak jego dokonania narracyjne popadły z upływem czasu w niepamięć.
Inny los spotkał grę Half-Life autorstwa studia Valve, opartą na silniku graficznym Quake’a. Choć początkowo Half-Life spotkał się z umiarkowanymi oczekiwaniami ze strony odbiorców, ostatecznie okazał się bezprecedensowym sukcesem komercyjnym. Dziełu Valve przypisywana jest właśnie pierwsza w historii gatunku dojrzała narracja, która nie była pretekstem do rozgrywki polegającej wyłącznie na uśmiercaniu wrogich postaci. W tej grze nie występowały przerywniki filmowe, całość akcji przedstawiona była natomiast z perspektywy pierwszej osoby. Obecni byli w niej bohaterowie niezależni (widniejący wcześniej w grach takich jak Strife), brakowało natomiast tradycyjnie pojmowanych power-upów. Half-Life’a ceniono za jego sztuczną inteligencję, dobór broni oraz przywiązanie do detali, w wyniku czego zyskał on zdaniem GameSpotu status jednej z najlepszych gier wszech czasów.
W 1998 roku premierę miała także gra Starsiege: Tribes, pierwszy shooter wieloosobowy umożliwiający udział w pojedynczym meczu więcej niż 32 graczy. Rozgrywka w Starsiege: Tribes polegała na współpracy drużynowej i odgrywaniu różnych wyspecjalizowanych ról w ramach danej strony konfliktu. Gra odniosła wielką popularność, a w kwestii mechaniki naśladowały ją takie gry, jak seria Battlefield. Również Quake III Arena studia id oraz Unreal Tournament produkcji Epic Games, obie powstałe w 1999 roku, były głośne ze względu na ich ekstatyczne i przystępne tryby gry wieloosobowej; obie zawierały też w ograniczonym stopniu rozgrywkę jednoosobową. Rok 1999 to również premiera Counter-Strike’a, modyfikacji Half-Life’a wykorzystującej motyw antyterroryzmu. Wraz z dwiema unowocześnionymi wersjami – Counter-Strike: Source (2004) oraz Counter-Strike: Global Offensive (2012) – stała się zdecydowanie najbardziej popularnym wieloosobowym first-person shooterem, jak również najsłynniejszą modyfikacją gry komputerowej o popularności sięgającej nawet 600 tysięcy użytkowników grających jednocześnie.

### Wojny wieloosobowe i powrót konsol (2000–2015)
Podczas targów Electronic Entertainment Expo w 1999 roku ujawnione zostały przez Bungie prace nad strategiczną grą czasu rzeczywistego pod nazwą Halo. Na kolejnych targach pokazano jej zmienioną wersję, należącą do gatunku strzelanek trzecioosobowych. W 2000 roku Bungie zostało zakupione przez Microsoft. Halo przerobiono i wydano ostatecznie w postaci FPS jako jeden z pierwszych produktów na konsolę Xbox. Odniósł on sukces zarówno artystyczny, jak i komercyjny, zyskując miano czołowego konsolowego first-person shootera. Narracja i fabuła były w nim podobne do wcześniejszej serii Marathon, lecz tym razem opowiadano je poprzez dialogi w trakcie akcji i przerywniki filmowe. Uznanie zdobyły także jej postacie – zarówno protagonista Master Chief, jak i jego przeciwnicy. Kontynuacja w postaci Halo 2 (2004) przyniosła popularność rozgrywce wieloosobowej na rynku konsolowym, co dokonało się za sprawą usługi Xbox Live. Halo 2 przez prawie dwa lata było najczęściej rozgrywaną grą w ramach tej usługi.
Deus Ex, powstały w studiu Ion Storm w 2000 roku, zawierał system zdobywania kolejnych poziomów doświadczenia zbieżny z tym występującym w grach fabularnych. Sposób opowiadania historii różnił się w jego przypadku w zależności od tego, jak gracz wykonywał misje. Deus Ex został przyjęty z uznaniem ze względu na poważną wizję artystyczną. Gry Resident Evil: Survivor (2000) oraz Resident Evil: Dead Aim (2003) próbowały połączyć w całość elementy „celowniczków”, first-person shooterów oraz survival horrorów. Metroid Prime, wydany w 2002 roku na konsolę Nintendo GameCube i oparty na serii gier platformowo-przygodowych Metroid, był chwalony za zawarcie elementów wywodzących się z przygodowych gier akcji – w tym łamigłówek opartych na skakaniu. Produkcja ta większy nacisk położyła na elementy przygodowe niż na strzelanie, dzięki czemu zdaniem dziennikarza Chrisa Kohlera umożliwiła „wyzwolenie gatunku ze szponów Dooma”.
W 2001 roku ukazała się gra World War II Online, będąca nieudaną próbą stworzenia żywego świata przedstawionego opartego na II wojnie światowej. Kolejny shooter osadzony w realiach tego konfliktu, Battlefield 1942 z 2002 roku, umożliwił bitwy na wielką skalę, w których uczestniczyły lotnictwo, marynarka wojenna, pojazdy oraz piechota. Tematyka wojenna cechowała również osadzoną w realiach współczesnych produkcję Operation Flashpoint z 2001 roku, która została wyprodukowana przez studio Bohemia Interactive i wprowadziła do gatunku możliwość sterowania różnorodnymi pojazdami; ten wariant rozgrywki był powielany w kolejnych grach studia z serii Arma (2006–2013). W 2003 roku powstała gra PlanetSide, która dała setkom graczy możliwość uczestnictwa w nieustannie trwającym świecie. PlanetSide była promowana jako pierwszy przedstawiciel gatunku massively multiplayer online first-person shooter.
W 2004 roku ukazał się Doom 3, kładący większy niż w poprzednich częściach serii nacisk na elementy grozy. Zyskał uznanie wśród krytyków i odniósł sukces komercyjny, choć część recenzentów uznało go za twór mało innowacyjny pod względem mechaniki i zbytnio skupiony na eksponowaniu oprawy graficznej. Rok później światło dzienne ujrzała ekranizacja Dooma, która zawierała sekwencję naśladującą punkt widzenia i akcję first-person shootera, jednak została skrytykowana jako mało inteligentna i przesadnie krwawa. Oprócz Dooma 3 w tym samym roku zadebiutował Half-Life 2, który zyskał opinię jednego z pierwszych przedstawicieli gatunku kładącego uwagę na odzwierciedlenie praw fizyki jako istotny element rozgrywki. Krytyce poddawana była jednak uboga narracja i brak innych szczególnych innowacji wprowadzonych do mechaniki gatunkowej. Ten sam rok przyniósł jeszcze premierę produkcji pod tytułem Kroniki Riddicka: Ucieczka z Butcher Bay, która jako połączenie skradanki i first-person shootera była adaptacją odwrotną (z filmu na medium gier) i jest uznawana za jedno z najważniejszych tego typu dokonań.
W 2005 roku miał premierę F.E.A.R., który został pozytywnie przyjęty jako udana próba połączenia mechaniki first-person shooterów z atmosferą japońskiego horroru. Rok później ukazała się gra Rainbow Six: Vegas (2006), w której zaimplementowana została możliwość ostrzeliwania wrogów zza osłon, przejęta ze strzelanki trzecioosobowej pod nazwą Gears of War i upowszechniona w późniejszych grach z gatunku. Wkrótce potem tytuł gry roku uzyskał BioShock (2007) studia Irrational Games, w którym krytycy doceniali walory artystyczne, narrację uwzględniającą konieczność wyborów etycznych oraz mechanikę. Z wielkim uznaniem spotkała się również wydana w tym samym roku gra Portal (2007) studia Valve, gra logiczna rozgrywana w perspektywie pierwszoosobowej, zawierająca elementy charakterystyczne dla first-person shootera; triumf odniósł również jej sequel pod nazwą Portal 2 (2011), wprowadzający również elementy komediowe, który został w 2014 roku uznany przez redaktorkę portalu IGN za najlepszą grę wszech czasów.
S.T.A.L.K.E.R.: Cień Czarnobyla (2007), wyprodukowany w studiu GSC Game World, wprowadził do głównego nurtu gatunkowego postapokaliptyczną wizję przyszłości opartą na pierwowzorze literackim braci Strugackich. Podobna inspiracja innymi fantastycznonaukowymi dziełami kultury masowej uwidoczniła się w przypadku Metro 2033, powstałej w 2010 roku adaptacji powieści Dmitrija Głuchowskiego z elementami survival horroru, a także gry Obcy: Izolacja (2014) wzorowanej na filmie Ridleya Scotta.
Współcześnie można zaobserwować trzy tendencje w rozwoju gatunku. Z jednej strony gry takie jak Far Cry (2004) i Crysis (2007) studia Crytek, Far Cry 2 (2008) Ubisoftu oraz Borderlands (2009) Gearbox Software wyeksponowały obecność otwartego świata, posługując się nowatorską oprawą graficzną. Z drugiej strony w produkcjach pokroju Call of Duty 4: Modern Warfare (2007), Resistance: Fall of Man (2006) i jego kontynuacji Resistance 2 (2008) oraz Killzone 2 (2008) dają się zaobserwować coraz doskonalsze narracje i poziomy o konstrukcji linearnej; tempo i linearność Call of Duty wielokrotnie przywoływały przy tym skojarzenia z „celowniczkami”. Wreszcie uwidaczniają się hybrydy łączące rozgrywkę wieloosobową ze zwartą fabułą, do których należą między innymi Left 4 Dead (2008), Payday: The Heist (2011) i Evolve (2015).
Drugie dziesięciolecie XXI wieku cechuje również obecność kontynuacji renomowanych serii sprzed lat. Sukcesy w tej materii odnosiły między innymi Battlefield 3 (2011) i konkurujący z nim PlanetSide 2 (2015), Deus Ex: Bunt ludzkości (2011), a także utrzymany w pastiszowym tonie Wolfenstein: The New Order (2014). W dziedzinie gier wieloosobowych innowację przyniosła premiera gry Titanfall (2014), w której zawarta została obsługa mechów znacząco usprawniających możliwości ruchowe postaci graczy podczas rozgrywek. Destiny (2014) według projektu studia Bungie było natomiast próbą stworzenia świata przedstawionego, którego rozwój i mechanizmy kontrolowałaby społeczność graczy. Poprzedzony intensywną kampanią reklamową projekt rozminął się jednak z pierwotnym zamiarem twórców.